# 感作
感作（かんさ、sensitization）とは、繰り返される刺激によって、それに対しての反応が徐々に増大していく非連合学習プロセスである。感作はしばしば、反復刺激であるというだけではなく、刺激のグループ全体に対しての応答強化として特徴付けられる。たとえば痛みを伴う刺激が繰り返されると、騒音に対してより敏感に受け取るようになるようなことである。
また脱感作（だつかんさ、desensitization）とは、ネガティブ、嫌悪的、ポジティブな刺激に繰り返し暴露されることによる感情的な反応と定義される。またそれは、とある感情に関連した行動傾向が、実際には無関係または不必要であると判明しながらも、その感情反応が繰り返し誘発される場合にも起こる。脱感作とは、主に個人が恐怖や不安を察知できないように変化していくプロセスであり、心理学者メアリー・カバー・ジョーンズによって発見された 。 ジョセフ・ウォルプ（英語: Joseph Wolpe）（1958）は、不安を引き起こす刺激について段階的なリストを開発し、患者はそれを順を追って克服していくとした。不安や恐怖症などの管理には薬物療法も存在するが、経験的証拠によれば、脱感作はそれらへの治療率が高く、とりわけ抑うつや統合失調症の患者に対して有効とされる 。

## 医学領域
医学領域における感作とは、免疫系に生じる特異的・適応的な獲得免疫をする現象である。この反応によりさまざまなアレルギーを生じる。